# El Achiotal
El Achiotal är en ort i Honduras.   Den ligger i departementet Departamento de Lempira, i den västra delen av landet, 170 km väster om huvudstaden Tegucigalpa. El Achiotal ligger 537 meter över havet och antalet invånare är 1 210.
Terrängen runt El Achiotal är kuperad, och sluttar söderut. Runt El Achiotal är det ganska tätbefolkat, med 108 invånare per kvadratkilometer. Närmaste större samhälle är Guarita, 13,2 km nordväst om El Achiotal. 